# Байдана

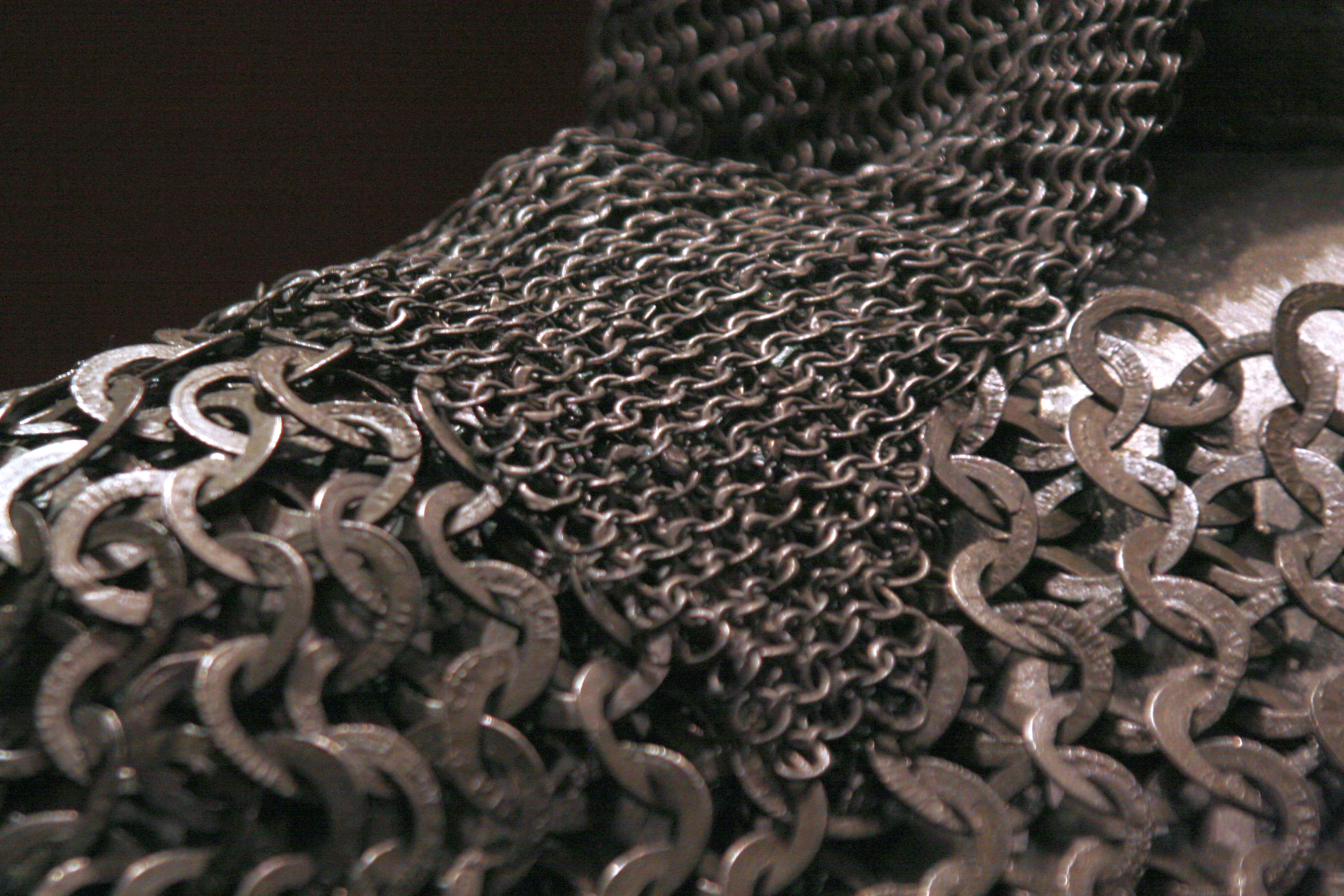
Устройство байданы Годунова, сверху — обычная бармица.

Байдана (арабские слова — бадан и бадана = Iоriса curta ас brevis, по-арабско-латинскому словарю Г. В. Фрейтага) — долгая кольчуга, длиннее панциря, кольчатый доспех из крупных шайбовидных колец (плоских), носившаяся, как правило, не самостоятельно, а в качестве верхнего или же парадного доспеха. 
Кольца байданы изготовлялись путём штамповки из заготовки в виде «проволочного» кольца с перехлёстом, которая клалась в штамп (нередко имеющий выгравированные надписи, на русском или на арабском) по которому били тяжёлым молотом, в результате чего получалась незамкнутая шайба с перехлёстом концов и надписями, в концах которой иногда делали отверстия, чтобы при плетении закрепить эти концы заклёпкой. Байдана могла сплетаться только из клёпаных (или просто соединённых внакладку) колец. В других случаях половина колец была сечёной из железного листа, каждое из этих колец соединялось с 4 клёпаными или сведёными кольцами.
В «Энциклопедии Оружия» Бехайма итальянская разновидность байданы, именуемая итал. maglia ghiazzerina (яцериновое плетение или просто «яцерин»), сравнивается с чешуёй. Кроме того, там же такая кольчуга неверно называется разновидностью карацены.

### На Руси
На Руси «боданы бесерменьскыя» (вар. «боеданы бусорманские») впервые упоминаются в древнейшем известном списке Задонщины, Кирилло-Белозерском (1470 годы). С XVI века отмечено их конкретное применение, однако встречались они, по-видимому, сравнительно редко. 
Байдана Ивана Выродкова (до 1564 г.) сплетена из сплошных штампованных колец и соединительных колец (их концы соединены на гвоздь). Диаметр штампованных колец 17 мм, ширина — 3 мм, толщина — около 1 мм; диаметр соединяющих колец — 20 мм. И те, и другие кольца снабжены надписями. На штампованных кольцах по 2 надписи — с одной стороны: «Бог с нами никтоже на ны», а с другой: «Мати Божия буди с нами». На кольцах, соединённых на гвоздь, надпись: «Ивана Грьевича Выродкова» (или «Выроткова»). Длина доспеха около 1,25 аршина, ширина — немногим более 1 аршина; вес — около 12,7 кг. Хранится в Государственном историческом музее (г. Москва). 
Байдана Бориса Годунова упоминается в описи 1589 года: «Байдана мисюрская с сеченым кольцом, с мишенью без ожерелья, ворот и рукава и по подолу пущена в три ряда медью золоченою». Диаметр её колец — 24 мм, ширина — 4,5 мм, толщина — 2,5 мм. Концы каждого кольца просто соединены внакладку. На кольцах надпись: «С нами Бог ни ктоже на ны». По причине слабого соединения колец некоторые фрагменты плетения утрачены. Размеры сохранившейся байданы: длина — 71 см, ширина с рукавами — 106 см, ширина в подоле — 62 см; вес — 6,15 кг. Хранится в Оружейной палате Московского Кремля. 
Кроме байдан Годунова и Выродкова, в XIX веке был известен ещё один экземпляр этого доспеха, из коллекции оружия графа Шереметьева (в описи значится как «кольчуга № 5»). Вот описание этого доспеха, сделанное Эдуардом Ленцем: «Кольцо крупное, совершенно плоское, толстое, круглое, скреплено на гвоздь. На каждом кольце выбиты: с одной стороны, волнообразная линия, с другой — узор, имеющий некоторое сходство с восточною надписью, которую, к сожалению, нельзя разобрать. Горловины нет, разрез ворота в середине прямой, без перехвата; края разреза оторочены двумя рядами медных колец, скрепленных на железный гвоздь. Рукава до локтя, также оторочены двойным рядом медных колец. На подзоре опушка такая же в 4 ряда; спереди и сзади по разрезу в 3,5 в. На плечах и в подзор местами звенья распущены». Вероятно, эта байдана сегодня находится в фондах Государственного Эрмитажа, куда попала в 1930-е годы вся коллекция Шереметьева.
Кроме байдан в описях упоминаются полубайданы. Согласно одному мнению, так называли укороченные байданы, длиной немного ниже пояса; согласно другому — дело не в длине доспеха, а в кольцах таких же пропорций, но меньшего размера. Так, «полубодона» упомянута а коломенской десятне 1577 года: «Григорей (Ратманов сын Яковцов)… быти ему на службе на коне в полубодоне, в шапке в железной, в саадаке, в сабле…».